# Ngữ hệ Tuu
Ngữ hệ Tuu, hay ngữ hệ Taa–ǃKwi (Taa–ǃUi, ǃUi–Taa, Kwi) là một ngữ hệ bao gồm hai cụm phương ngữ nói ở Botswana và Nam Phi. Mối quan hệ giữa hai cụm là rõ ràng nhưng không quá gần gũi. Tên gọi Tuu bắt nguồn từ từ "người" trong cả hai nhánh của ngữ hệ.

## Phân loại
Chưa chứng minh được ngữ hệ Tuu có mối quan hệ phát sinh với ngữ hệ nào; tuy nhiên, nó có nhiều nét tương đồng với hệ Kxʼa. Điều này là do sự tiếp xúc và ảnh hưởng lẫn nhau (tức tạo nên một sprachbund) trong hàng ngàn năm.
Ngữ hệ Tuu từng được cho là một nhánh trong "ngữ hệ Khoisan" (ngày nay đã bị bác bỏ) dưới tên gọi Khoisan Nam.

## Ngôn ngữ
- Taa
  - ǃXóõ (một cụm phương ngữ)
  - Hạ Nossob (hai phương ngữ, ǀʼAuni và Kuǀhaasi) †
- ǃKwi (!Ui)
  - Nǁng (một cụm phương ngữ; sắp biến mất)
  - ǀXam (một cụm phương ngữ, gồm Nǀuusaa) †
  - ǂUngkue †
  - ǁXegwi †
  - ǃGãǃne †

Nhánh ǃKwi (!Ui) sắp biến mất, với chỉ một ngôn ngữ còn sót lại là tiếng Nǁng (một ngôn ngữ với chưa tới 5 người nói lớn tuổi). Các ngôn ngữ ǃKwi một thời có mặt rộng khắp Cộng hoà Nam Phi; ngôn ngữ nổi tiếng hơn cả, tiếng ǀXam, là ngôn ngữ trong khẩu hiệu quốc gia (tiêu ngữ) ǃke eː ǀxarra ǁke.
Nhánh Taa ở Botswana có sức sống hơn, dù chỉ có một ngôn ngữ, tiếng ǃXóõ, với 2.500 người nói.
Vì nhiều ngôn ngữ Tuu biến mất khi chưa có gì được ghi chép, vấn đề một số tên gọi có chỉ ngôn ngữ riêng biệt hay chăng vẫn còn vướng mắc.
Nhóm Tuu, cùng với tiếng ǂʼAmkoe lân cận, nổi danh nhờ là những ngôn ngữ tự nhiên duy nhất có âm click đôi môi (ngôn ngữ xây dựng phụng vụ hành lễ Damin ở Bắc Úc chưa bao giờ là bản ngữ của ai cả). Tiếng Taa, ǂʼAmkoe và Gǀui (trong nhóm Khoe) tạo nên một sprachbund (vùng ngôn ngữ) với hệ thống âm vị thuộc hàng phức tạp nhất thế giới.